# Tiniteqilaaq
Tiniteqilaaq is een plaats in het oosten van Groenland, gelegen in de gemeente Sermersooq. Het ligt aan de Sermilikfjord, op het schiereiland Meqquitsoq, ongeveer 1500 meter ten noorden van het eiland Ammassalik. Het aantal inwoners bedroeg aan het begin van de jaren 1980 ruim 200, in 2017 was het gedaald tot 100.
De bewoners zijn voornamelijk Inuit, die middels de jacht in hun levensonderhoud voorzien. De infrastructuur bestaat uit een goed beschutte aanlegplaats, een postkantoor, een school, een wasserij en een kleine winkel. Air Greenland voorziet onder overheidscontract in een helicopterverbinding vanaf de helihaven met de luchthaven Kulusuk.

## Geboren in
- Jakob Sivertsen (* 1943), politicus (Atassut)